# Jabir ibn Aflah al-Ishbili
Jābir ibn Aflaḥ al-Ishbīlī, latinizzato in Geber, da non confondersi con Gabir ibn Hayyan (in arabo  جابر بن أفلح الاشبيلي‎?; Siviglia, fine XI secolo – Siviglia, 1150), è stato un matematico e astronomo arabo della Spagna islamica (al-Andalus).
Compose un compendio dell'Almagesto (poi tradotto da Gerardo da Cremona) e trattò diverse questioni di matematica astronomica, dedicandosi in special modo alla trigonometria (un suo teorema è ancora noto come "Teorema di Geber").

## Invenzioni e contributo all'astronomia

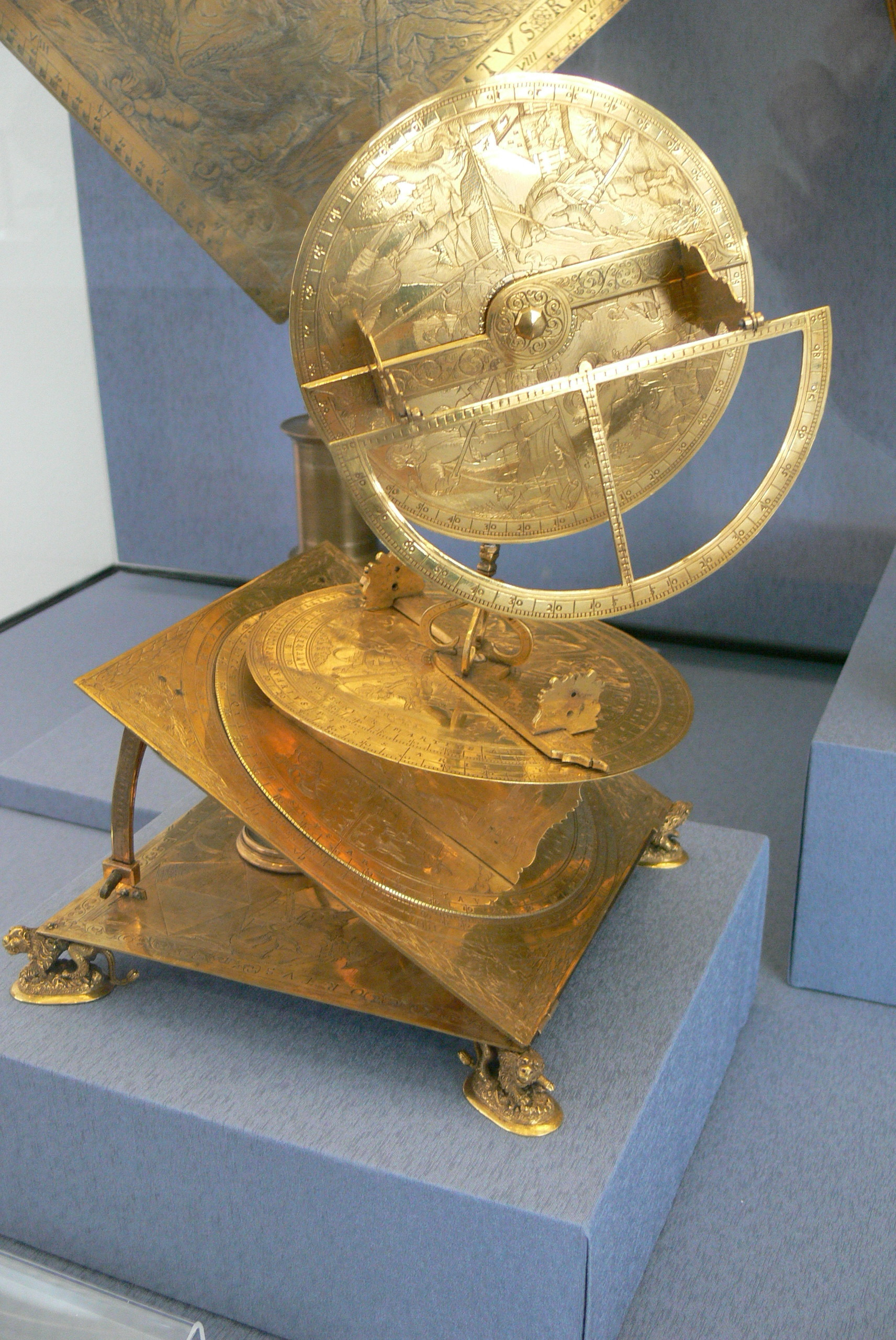
Il Torquetum (Museo nazionale Tedesco, Norimberga). Strumento costruito nel 1568 da Johannes Praetorius, di Norimberga.

A lui si deve l'invenzione del Torquetum.
Numerosi autori musulmani furono influenzati dal suo Kitāb al-hayʾat aw iṣlāḥ al-magisṭī (in arabo كتاب الهيثة أو إصلاح المجسطي‎?), inclusi Ibn Rushd (Averroè) e Nur al-Din al-Bitruji, entrambi attivi in al-Andalus. La sua opera fu trasmessa in Egitto nel XII secolo da Maimonide e successivamente più a oriente a partire dalla fine del XIII secolo. Si trattava di un compendio in nove libri dell'Almagesto di Tolomeo e il fatto di essere stato tradotto in Ebraico e in Latino da Gerardo da Cremona sotto il titolo De Astronomia o Flores ex Almagesto,  risultò assolutamente fondamentale per il progresso delle conoscenze nel mondo latino medievale.
 
In esso Jābir ibn Aflaḥ criticava le basi matematiche dell'Almagesto, sostituendo ad esempio l'uso del Teorema di Menelao con calcoli basati sulla più adeguata trigonometria sferica.

In trigonometria piana risolse i suoi problemi con l'aiuto dell'intera corda, invece di utilizzare le funzioni trigonometriche di seno e coseno.
Gran parte del materiale sulla trigonometria sferica di Regiomontano, come il De Triangulis omnimodis (c. 1463), è stato desunto direttamente, senza alcuna doverosa citazione, dall'opera di Jābir, come già notava nel XVI secolo Gerolamo Cardano.
La trigonometria che Niccolò Copernico (1473–1543) delinea nella prima parte del suo capolavoro epocale del De revolutionibus è anch'essa evidentemente ispirata da Jābir.
Il codice latino dell'opera di Jābir ibn Aflaḥ è conservato alla Biblioteca Malatestiana di Cesena
Gli è stato dedicato il cratere lunare Geber.